# Schloss Atzenzell

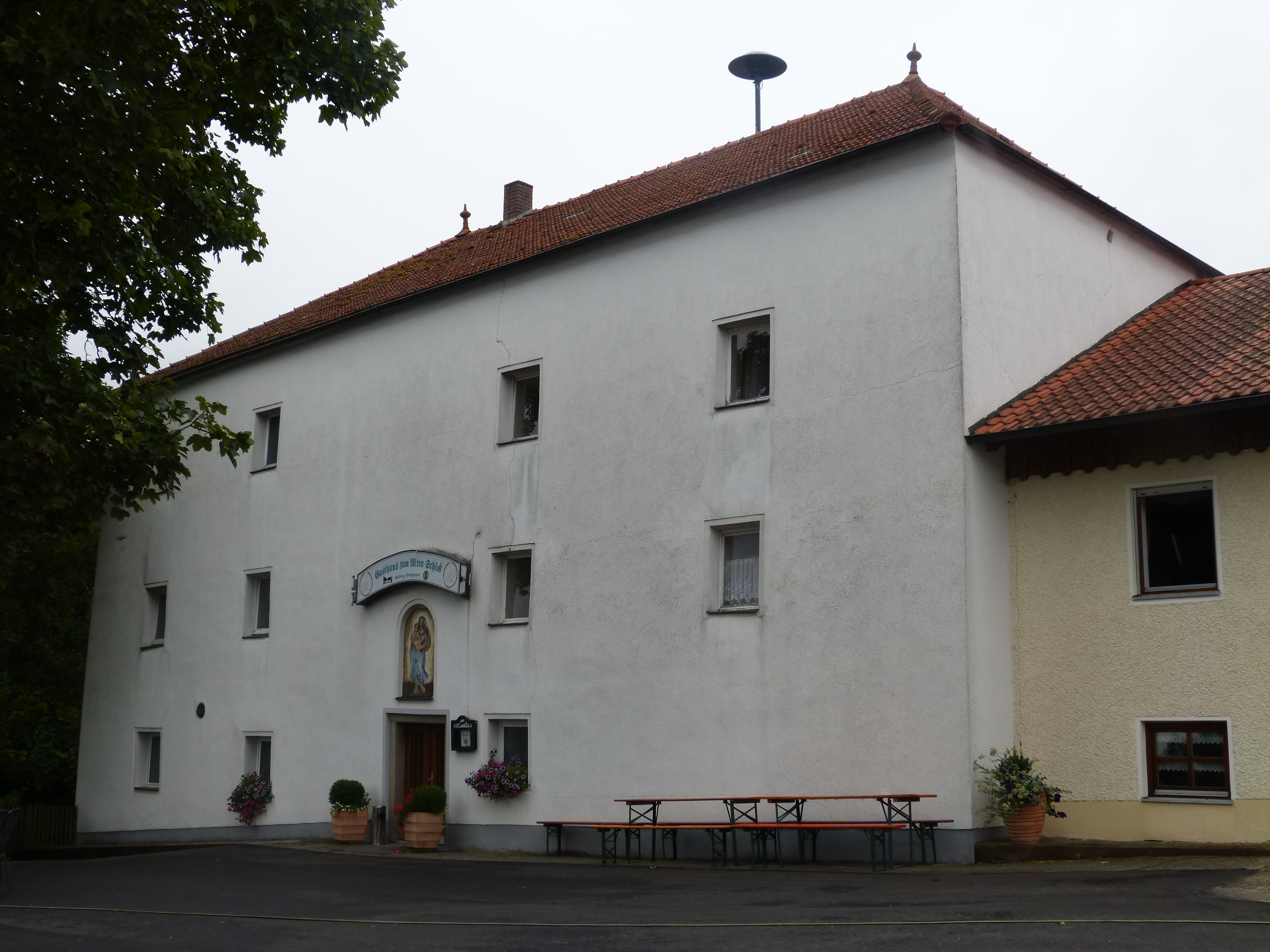
Ehemaliges Schloss Atzenzell: Gastwirtschaft mit landwirtschaftlicher Nutzung

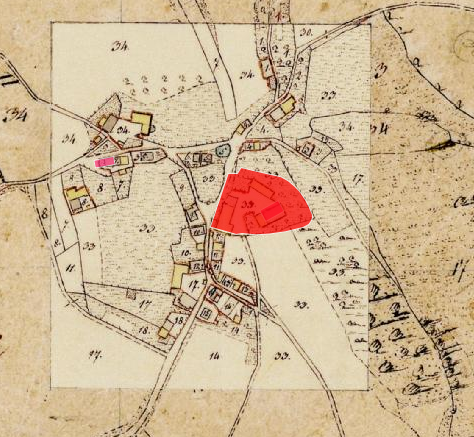
Lageplan des Schlosses Atzenzell auf dem Urkataster von Bayern

Das Schloss Atzenzell ist ein denkmalgeschütztes Gebäude im Ortsteil Atzenzell der oberpfälzischen Gemeinde Traitsching im Landkreis Cham von Bayern (Zeller Straße 23). Die Anlage ist unter der Aktennummer D-3-72-164-5 als denkmalgeschütztes Baudenkmal von Atzenzell verzeichnet. Ebenso wird sie als Bodendenkmal unter der Aktennummer D-3-6841-0073 im Bayernatlas als „archäologische Befunde des Mittelalters und der frühen Neuzeit im Bereich des ehem. Schlosses von Atzenzell“ geführt.

## Geschichte
Während des Hoch- und Spätmittelalters ist hier keine Wehranlage nachweisbar, sondern nur ein oder mehrere Landgüter. Um 1165 schenkt ein Adalbert von Vrunthersdorf dem Kloster Reichenbach predii sui in Aeceliniscelle. 1395 wird den Sattelbogenern ein lehenbarer Hof zu Atzenzell wegen nicht erfolgter Lehensnahme als heimfällig erklärt. In den Landtafeln von 1488 und 1503 sind die Stöckl auf der Hofmark als Inhaber genannt, die vermutlich die Erbauer des Schlosses sind. Der erste aus dieser Familie ist Hans Stöckl, der zugleich auch Pfleger von Neuhaus war. 1543 ist Hans Pentzkofer beglaubigt, während in der Matrikel von 1588 die Rainer von Rain zu Sattelbogen folgen. 1570 sind hier die Poißl nachgewiesen, um 1636 ist Christoff Paur der Besitzer. 1649 heiratet Johann Christian von Hautzenberg die Margaretha Keck, eine geborene Paur von Etzenberg. 1651 beantragt er die Immatrikulation für die erworbene Hofmark. Dann geht Atzenzell an die Freiherrn von Manteuffel über. 1781 erwirbt Max Edler von Stubenrauch diesen Besitz, verkauft ihn aber bereits 1782 an Josef Edlen von Grauvogl. Dieser veräußert die Hofmark an die Kurfürstin Maria Anna, die sie noch im gleichen Jahr an das Kloster Oberalteich verkauft.
Nach der Säkularisation gehört das Schloss kurz dem Damenstift St. Anna in München, dann kaufte Wolfgang Aschenbrenner, Bräuer von Kötzting, das Gut für seinen Bruder Beda, den ehemaligen Abt des Klosters Oberalteich. Im Anschluss wurden Familien Matthias Pfeilschifter, Steinkirchner und Schuhmann Besitzer des Schlossgutes. Seit 1865 befindet sich das Schlossgut im Besitz der Familie Schegerer, die das Schloss heute noch bewohnt und neben der Landwirtschaft auch ein Gasthaus betreibt.
Nach dem Zweiten Weltkrieg waren viele Flüchtlinge in dem Schloss untergebracht.

## Schloss Atzenzell heute
Das ehemalige Schloss geht auf das ausgehende 15. Jahrhundert zurück. Die damals vorhandenen Wehranlagen sind abgegangenen. 1726 wird es als Schlössl/so zwar alt/jedoch mit Zimmern/Kämmeren/Gewölberen/ und Getraydt-Böden zu der Noththurfft versehen beschrieben.
Im 19. Jahrhundert wurde in das Schlossgebäude eine Brauerei eingebaut. Die landwirtschaftliche Nutzung brachte ebenfalls starke Veränderungen des Baubestandes mit sich, ebenso die Erneuerungen nach dem Brand 1916. Unklar ist, ob die heute profanierte und unterteilte Kapelle bereits zum Ursprungsbau gehörte.
Das Hauptgebäude ist ein dreigeschossiger Walmdachbau, der im Kern aus dem späten Mittelalter stammt, was u. a. durch die gewölbten Keller belegt wird. Im ersten Obergeschoss sind ein gewölbter Gang sowie die in zwei Räume unterteilte ehemalige Kapelle. Der ehemalige Edelsitz wird jetzt als Gastwirtschaft genutzt.